# Vik (Helgeland)
Vik este o localitate din comuna Sømna, provincia Nordland, Norvegia, cu o suprafață de 0,42 km² și o populație de 291 locuitori (2013).